# Стоян Китов
Стоян Кирилов Китов е бивш български футболист, полузащитник.
Играл е за Торпедо (София) (1955), Завод 12 (1956), Спартак (София) (1957 – 1968 - 217 мача) и Дунав (1968 – 1970). Има 258 мача и 36 гола в А група. Носител на Купата на Съветската армия през 1968 г. със Спартак (Сф). Има 21 мача с 4 гола за А националния отбор (1961 – 1967), 8 мача с 2 гола за Б националния, 1 мач за младежкия и 13 мача с 3 гола за юношеския национален отбор. Участва на СП-1962 в Чили (в 2 мача) и СП-1966 в Англия (в 1 мач). „Майстор на спорта“ от 1965 г. След прекратяване на състезателната си дейност става треньор на Беласица (Петрич), Еледжик (Ихтиман), Доростол (Силистра) и помощник-треньор на Левски (Сф).